# SD Logroñés
SD Logroñés is een Spaanse voetbalclub uit Logroño die jarenlang uitkwam in de Tercera División. De club moet niet worden verward met UD Logroñés of CD Logroñés. CD Logroñés was de voorloper van SD Logroñés; deze club ging in 2009 failliet en daaruit werden UD en SD Logroñés opgericht. 
In het seizoen 2019/20 behaalde de club het kampioenschap in groep 14 van de Tercera División en promoveerde derhalve naar de Segunda División B. De club speelde tussen 2009 en 2018 in het Estadio Las Gaunas, maar verhuisde later naar het huidige onderkomen, Mundial 82.
Tijdens het overgangsjaar 2020/21 van de Segunda B, kon de ploeg een plaats afdwingen op het nieuwe derde niveau van het Spaanse voetbal, de Primera División RFEF.  Tijdens het de seizoenen 2021/22 en 2022/23 was de ploeg ingedeeld in de groep van stadsgenoot UD Logroñés.  Het eerste seizoen behaalde de ploeg een dertiende plaats.